# Little Dreamer (Negazione)
Little Dreamer è il secondo album del gruppo Hardcore punk torinese Negazione, pubblicato nel 1988 dalla We Bite Records.

## Tracce
1. Ho pianto
2. Don't Forget
3. Love and Blood Will Come
4. I'll Do It Tonite
5. Little Dreamer
6. My Days
7. Death Is Around
8. Il giorno del sole
9. Serenità di un attimo